# Linha do Algarve
A Linha do Algarve  é um troço ferroviário, que percorre a região portuguesa do mesmo nome, ligando as estações ferroviárias de Lagos e Vila Real de Santo António.

## Caracterização geográfica
A Linha, de orientação geral Este-Oeste, percorre toda a costa Sul do Algarve, excepto parte da costa no concelho de Lagos e a totalidade da costa Sul do concelho de Vila do Bispo, no Barlavento Algarvio. As principais estações são Vila Real de Santo António, Faro, Tavira, Olhão, Albufeira, Tunes, Portimão e Lagos.

## Exploração, apoio e controlo

### Exploração de passageiros e mercadorias

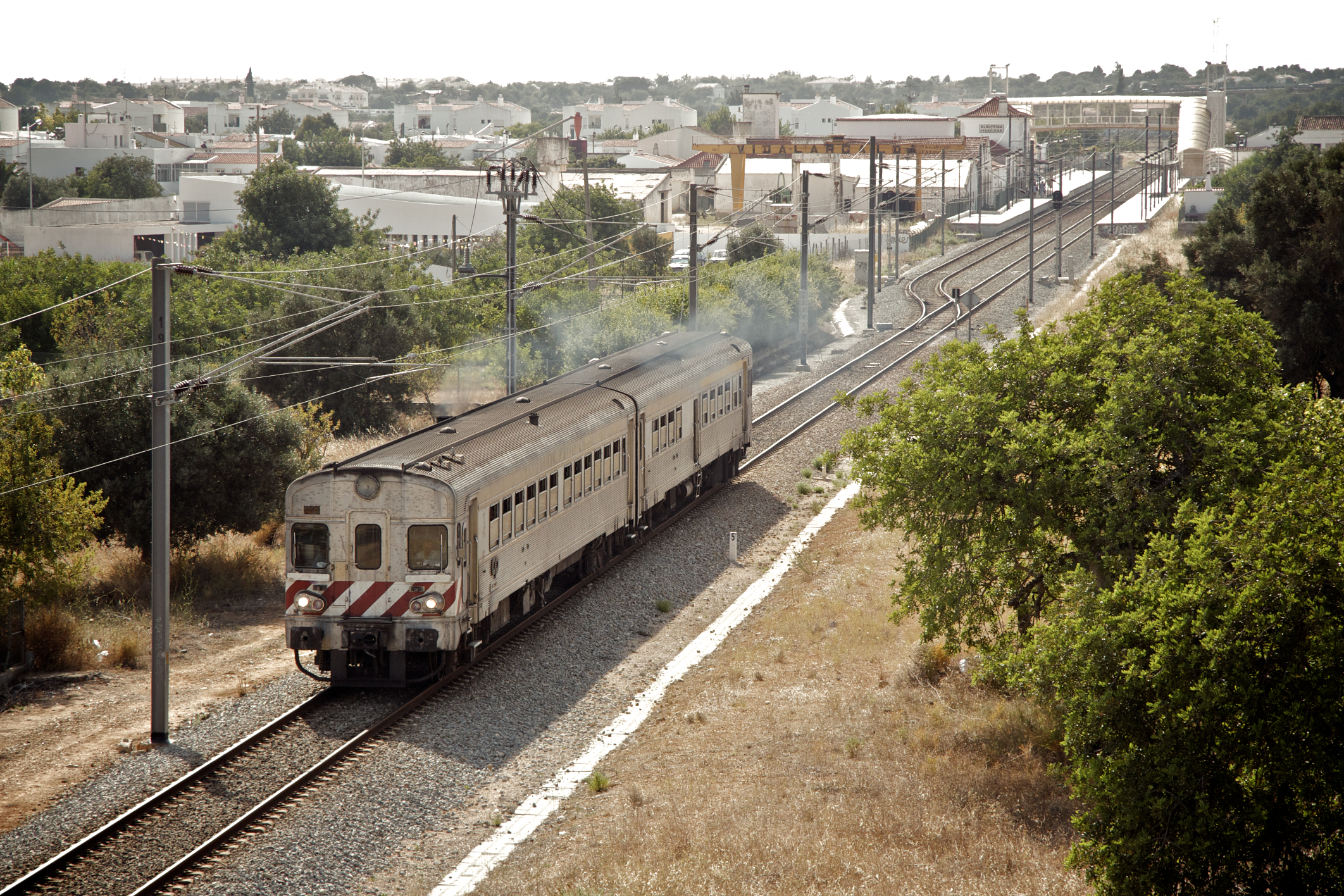
Automotora diesel, com carruagem (UDD), da série 0600, fazendo o CP Regional n.º 5913, aproximando-se da Estação de Albufeira, em 2011.07.02.

Todos os serviços de passageiros e de carga são efectuados pela transportadora ferroviária nacional, Comboios de Portugal, embora ocasionalmente também circulem composições privadas de empresas de obras e manutenção ferroviárias, como a SOMAFEL e Neopul. As infra-estruturas de suporte à actividade ferroviária são, na sua totalidade, exploradas pela Infraestruturas de Portugal (IP).

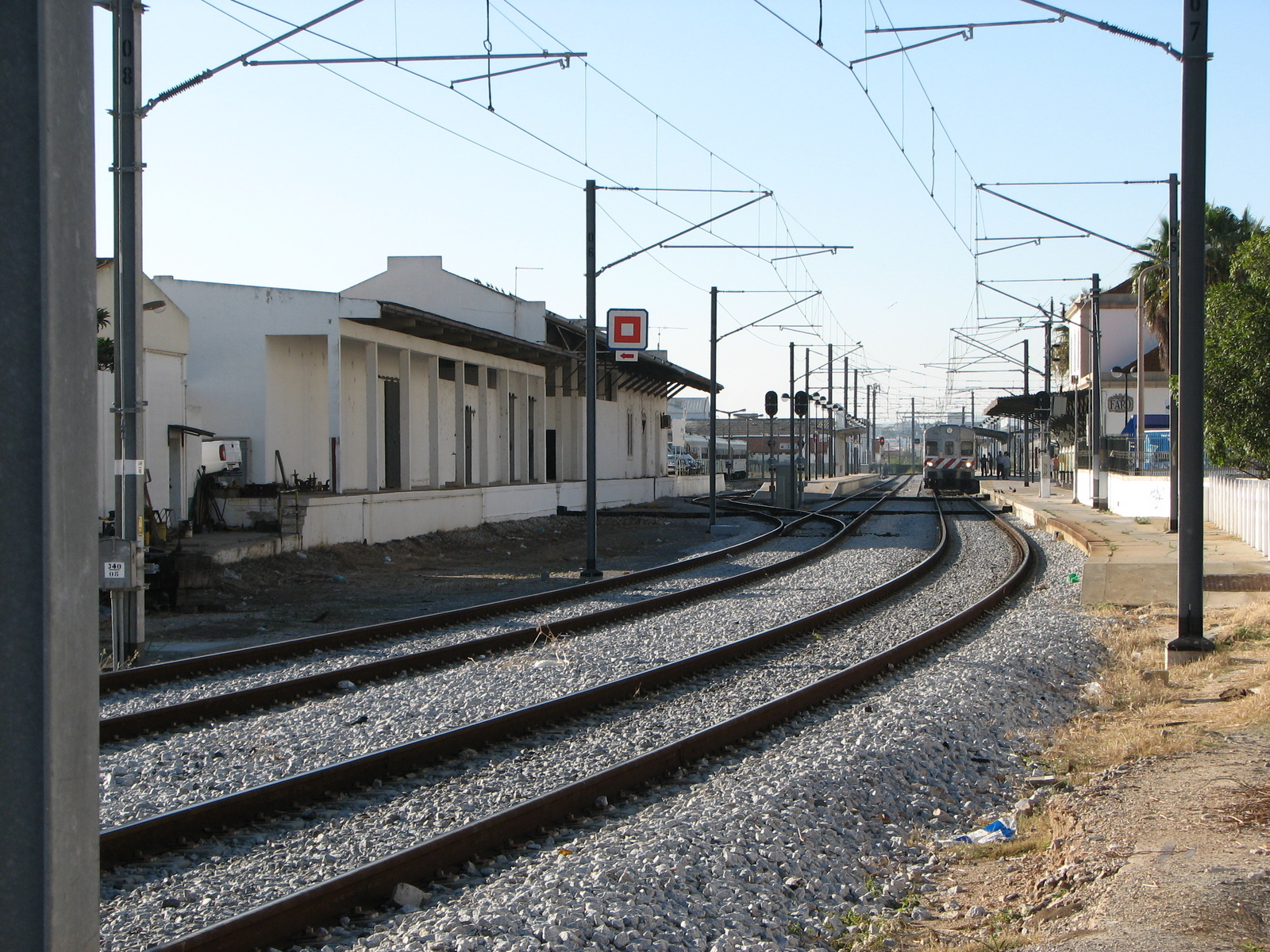
Estação Ferroviária de Faro

A principal interface ferroviária de passageiros situa-se em Faro, e o principal terminal de carga localiza-se junto à Estação Ferroviária de Loulé. Um segundo terminal de mercadorias encontra-se em projecto em Faro, devendo ser construído pelo operador Takargo, divisão do grupo Mota-Engil.
Presentemente, circulam composições de mercadorias no troço entre Vila Real de Santo António e Tunes; em termos de passageiros, os serviços Alfa Pendular e Intercidades circulam entre Faro e Tunes, e os Regionais em toda a Linha do Algarve. No passado, também já circularam serviços de natureza InterRegional, Tranvia, Comboio Azul e Sotavento nesta linha. Alguns dos serviços Regionais foram, durante alguns anos, assegurados por locomotivas da Série 1200.
O troço entre Vila Real de Santo António e Vila Real de Santo António - Guadiana, que assegurava a ligação directa ao centro da cidade e aos ferry-boats para Ayamonte, Espanha, encontra-se encerrado à exploração.

### Sistemas de apoio e controlo de tráfego
Os encravamentos, no troço entre Lagos e a estação de Tunes (exclusive), são controlados por um sistema 6171 LockTrac (PIPC), implementado pela Alcatel-Lucent. De Tunes até à estação de Olhão (exclusive), o sistema de controlo dos encravamentos é o SSI - Solid State Interlocking, fornecido por um consórcio Westinghouse Rail Systems Ltd. - Dimetronic.
O tráfego em toda a extensão da linha do Algarve é centralizado e é gerido a partir da estação de Faro. Na estação de Faro, existe um Posto de Comando Local, devido às manobras que são efectuadas na estação.

## História
Em 1858, iniciou-se a discussão sobre a continuação da Linha do Sul (actualmente Linha do Alentejo) a partir de Beja, até ao Algarve; em 1864, foi assinado um contrato entre a Companhia dos Caminhos de Ferro de Sul e Sueste e o estado português, para efectuar esta obra.
A ligação ferroviária a Faro foi concluída em 21 de Fevereiro de 1889, mas a inauguração deu-se somente em 1 de Julho desse ano.
O caminho-de-ferro chegou a Olhão a 28 de Março de 1904 (embora a Estação só tenha sido inaugurada a 15 de Maio desse ano), Fuzeta a 1 de Setembro do mesmo ano, Luz de Tavira a 31 de Janeiro de 1905, Tavira em 19 de Março do mesmo ano, e a Vila Real de Santo António a 14 de Abril de 1906. No Ramal de Lagos, as Estações de Algoz, Ferragudo-Parchal e Lagos foram inauguradas, respectivamente, a 10 de Outubro de 1889, 15 de Fevereiro de 1903 e 30 de Julho de 1922. No Sotavento, a Estação Ferroviária de Vila Real de Santo António - Guadiana foi inaugurada em 24 de Janeiro de 1952, passando assim a ser o términus oriental da Linha do Algarve. Contudo, esta estação foi encerrada em 1998, pelo que a estação de Vila Real de Santo António voltou a ser o extremo oriental.